# Criptohalita
La criptohalita és un mineral de la classe dels halurs. Rep el seu nom originàriament del grec κρυπτός, kryptos, "amagat, secret"; i άλς, als, "sal", en al·lusió a la seva barreja íntima amb salmiac, o sal amoniacal, en l'ocurrència de la localitat tipus.

## Característiques
La criptohalita és químicament hexafluorosilicat d'amoni de fórmula química (NH₄)₂SiF₆. És el dimorf de la bararita. Cristal·litza en el sistema isomètric. Forma crostes de cristalls tabulars de fins a 1 mm que s'interpenetren; també forma agregats, que poden ser mamil·lars, columnars, globulars o arborescents. La seva duresa a l'escala de Mohs és 2,5.
Segons la classificació de Nickel-Strunz, la criptohalita pertany a «03.CH - Halurs complexos, silicofluorurs» juntament amb els següents minerals: mal·ladrita, bararita, hieratita, demartinita i knasibfita.

## Formació i jaciments
La criptohalita es forma per sublimació volcànica, o a partir del foc en la crema de filons de carbó. Ha estat trobada a Alemanya, els Estats Units, l'Índia, Itàlia, Polònia, la República Txeca, Santa Helena i el Tajikistan.
Sol trobar-se associada amb altres minerals com: salmiac, bararita, sofre i seleni.